# Jean II (roi de Castille)
Pour les articles homonymes, voir Jean II.
Jean II de Castille, né le 6 mars 1405 à Toro (royaume de León) et mort le 20 juillet 1454 à Valladolid (Vieille-Castille), fils du roi de Castille Henri III, est roi de Castille et de León de 1406 à sa mort.
Il est le père du roi Henri IV et surtout de la reine Isabelle Ire, épouse de Ferdinand II d'Aragon (les Rois catholiques d'Espagne).

## Biographie

### Origines familiales
Il est le fils d'Henri III de Castille, lui-même fils de Jean Ier de Castille et d'Éléonore d'Aragon. Henri se trouvant à Ségovie le jour de sa naissance, en est informé grâce un système de fumées (ahumadas)[réf. nécessaire].
Sa mère est Catherine de Lancastre, fille du prince anglais Jean de Gand, duc de Lancastre, et de sa seconde épouse Constance de Castille.
Son père meurt à Tolède le 25 décembre 1406, âgé de 27 ans. Jean II est âgé d'un an et dix mois. La régence est confiée à sa mère et à son oncle Ferdinand Ier d'Aragon.

### Jeunesse

#### Formation
Il est éduqué par des précepteurs, parmi lesquels Pablo de Santa Maria[réf. nécessaire].
Il pratique différents divertissements, comme la poésie, mais aussi la chasse et les tournois.

#### Mariage avec Marie d'Aragon (1420)
En 1420, il épouse sa cousine (issue de germain) Marie d'Aragon (1396-1445), fille de Ferdinand Ier d'Aragon, petite-fille de Jean Ier de Castille et d'Éléonore d'Aragon, dont Jean II est aussi petit-fils. De cette union naissent :
- Catherine (1422-1424)
- Léonore (1423-1425)
- Henri (1425-1474), roi de 1454 à 1474.

### Règne

#### Offensive contre le royaume de Grenade (1431)
Depuis 1238, la guerre menée par les chrétiens depuis le Xe siècle a permis la reconquête de la quasi-totalité de la péninsule Ibérique, ne laissant subsister qu'un seul État musulman dans le sud de l'Andalousie, le royaume de Grenade (avec les villes de Grenade, Marbella, Malaga, Almería), dirigé par la dynastie des Nasrides. Ce royaume ne constitue pas une grande menace, mais sa conquête reste un objectif des rois de Castille.
Le 3 juin 1431, Jean II rend publique une bulle du pape Martin V proclamant que la conquête de Grenade a le statut d'une guerre de croisade.

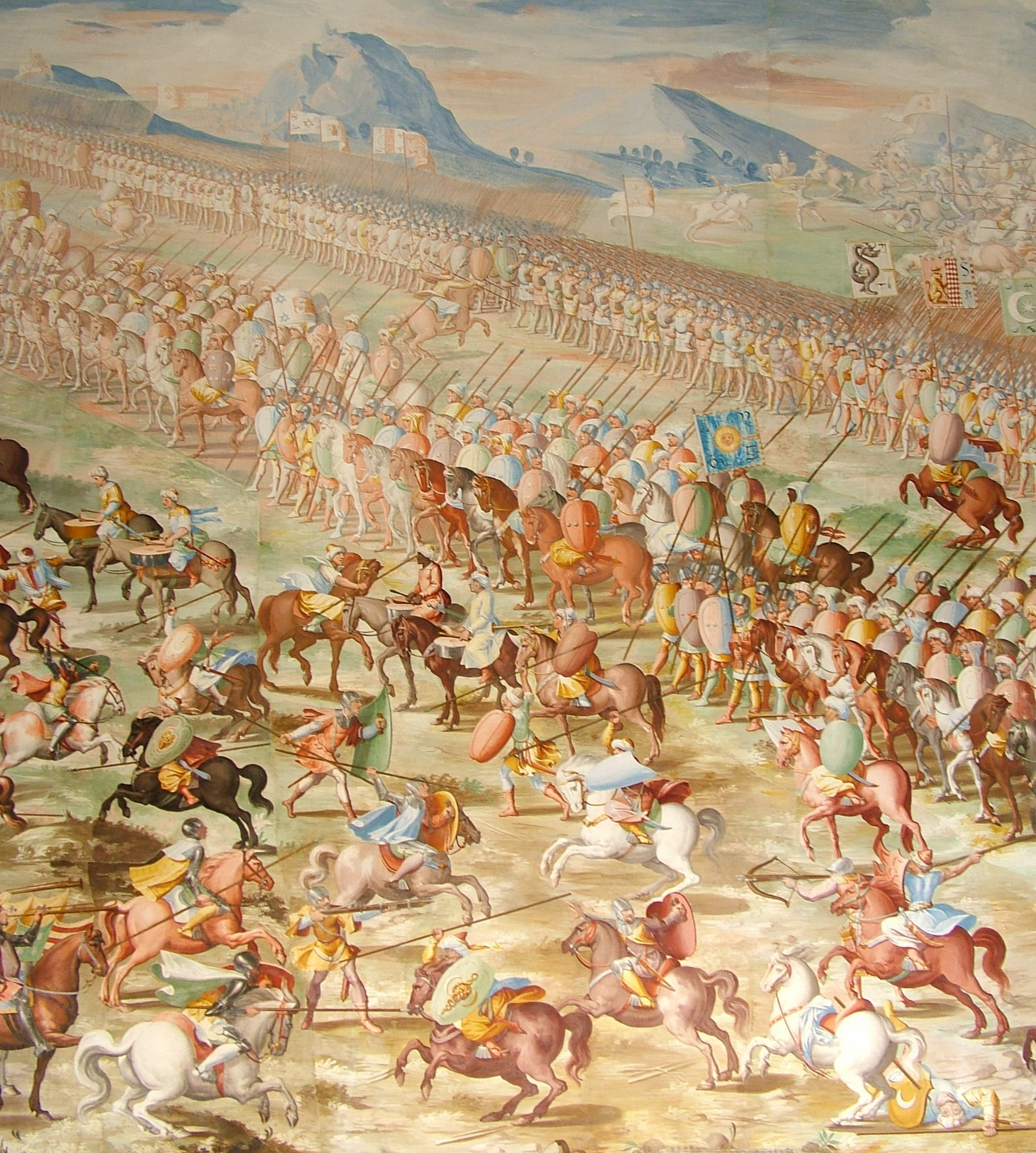
Bataille de la Higueruela (1431). Fresque du palais de l'Escurial, datant du règne de Philippe II (roi d'Espagne).

L'armée castillane commandée par Alvaro de Luna passe la frontière et avance vers Grenade.
Le 1er juillet 1431, elle rencontre les troupes du roi Mohammed IX al-Aysar à Higuera de Calatrava (actuelle province de Jaén). La bataille se solde par la victoire des Castillans. Malgré cela, la croisade se replie, renonçant à attaquer Grenade, encore éloignée de 70 km.
Sous le règne de Philippe II, roi d'Espagne de 1556 à 1598, la bataille de La Higueruela a été le thème d'une série de fresques de la galerie des batailles du palais de l'Escurial.

#### Conflit avec la noblesse (1445)
- Première bataille d'Olmedo (19 mai 1445)

#### Remariage avec Isabelle de Portugal (1447)
Veuf en 1445, il se remarie le 17 août 1447 avec Isabelle de Portugal, fille de Jean de Portugal et de son épouse Isabelle de Bragance, petite-fille du roi Jean Ier de Portugal et de Philippa de Lancastre, fille aînée de Jean de Gand et de sa première épouse Blanche de Lancastre. De cette union, naissent :
- Isabelle (1451-1504), reine de Castille à partir de 1474 ;
- Alphonse (1453-1468), prétendant sous le règne de son demi-frère Henri IV.

#### La chute d'Alvaro de Luna (1453)
Il est longtemps sous l'influence d'un de ses favoris, Alvaro de Luna, jusqu'à ce qu'Isabelle de Portugal lui impose de l'écarter, ce qu'il regrette beaucoup par la suite.

### Mort et funérailles

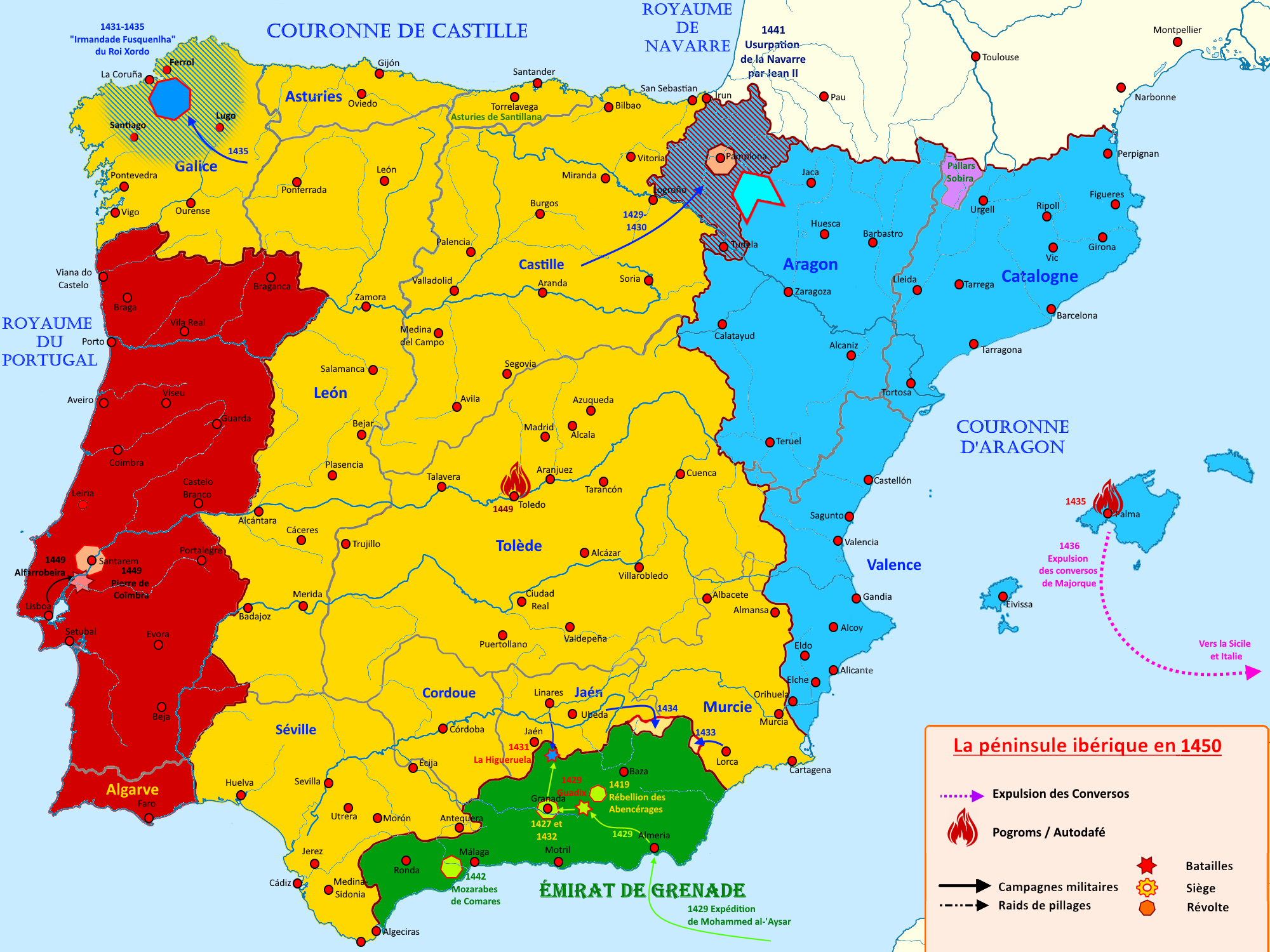
La couronne de Castille de 1410 à 1450

Il meurt le 20 juillet 1454 à Valladolid.